# Харимисэ
Харимисэ (яп. 張見世) — ограда из перекрещённых прутьев в японских кварталах красных фонарей, за которой проститутки (юдзё) сидели в ряд в ожидании клиентов с 6 часов вечера до полуночи.

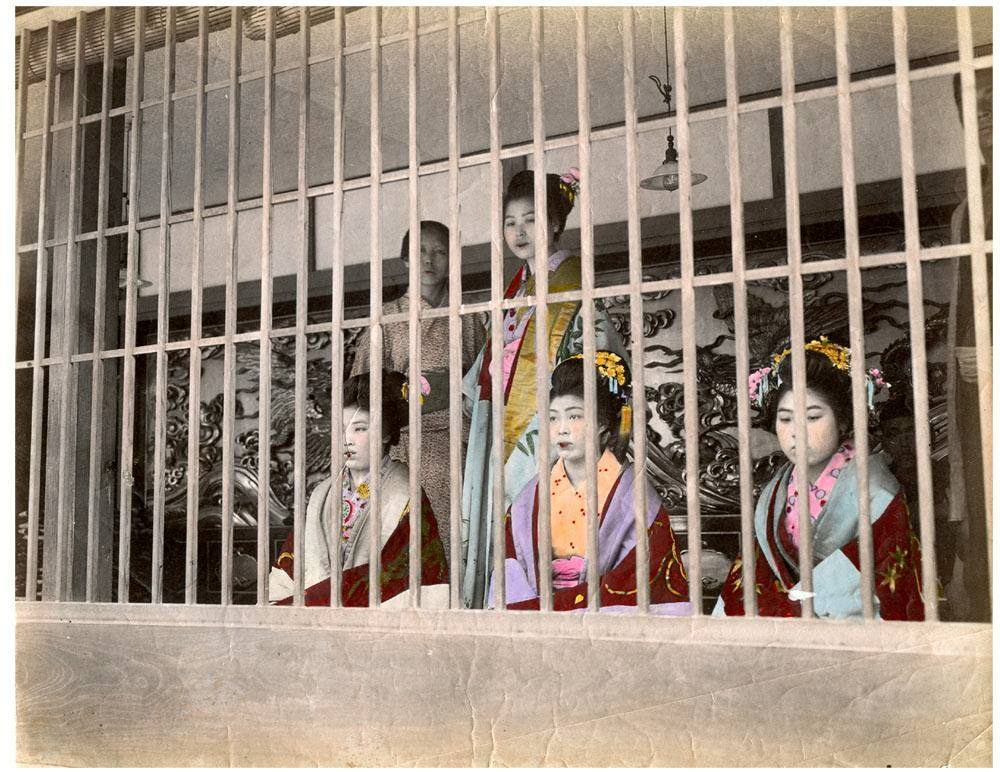
Проститутки из Ёсивары за харимисэ

Харимисэ располагались на стенах, выходящих на людную улицу, так, чтобы прохожие могли заговаривать с проститутками перед тем, как выбрать какую-то одну. В отличие от Европы, где проституткам было законодательно запрещено в открытую рекламировать свои услуги, от юдзё ожидалось, что они будут завлекать клиентов и придумывать для этого различные ухищрения, хотя перед харимисэ прогуливались также и многочисленные зеваки и просто прохожие, в том числе с детьми.
Юдзё более высокого уровня спускались за харимисэ со второго этажа борделя; проститутки низшего уровня в период Эдо обычно работали в зданиях-нагая с длинным коридором посередине, так что прямо за спинами сидящих находились раздвижные перегородки, скрывавшие небольшие комнаты, где проститутки уединялись с клиентами. Все юдзё рассаживались за харимисэ после особого сигнала; они при этом были накрашены и одеты в лучшие свои одежды. Поза, в которой проститутка сидела, а также её наряд позволяли прохожим примерно оценить стоимость услуг конкретной женщины.
Харимисэ считается дегуманизирующей практикой; известны отзывы бывших проституток, сообщавших, что они чувствовали себя как животные в зоопарке, сидя за оградой на потребу публике. От обязанности сидеть за харимисэ освобождались только юдзё высшего ранга, имевшие личных служанок-учениц (яп. 新造 синдзо:) — синдзо-цуки-ёбидаси (яп. 新造付き呼出し) — в токийской Ёсиваре в 1847 году такие составляли около 1,7 процента от общего количества в 5111 человек; оплата их услуг составляла от трёх золотых итибубанов до одного рё. В 1871 году в Ёсиваре из 1648 проституток не было ни одной достаточно высокого ранга для того, чтобы не сидеть за харимисэ.
Во второй половине периода Мэйдзи во всех городах, кроме Токио, было запрещено выставлять проституток за оградой, их место заняли портреты. В 1916 году харимисэ были запрещены окончательно, в основном в результате жёсткой критики, которую японские власти получали от европейцев.

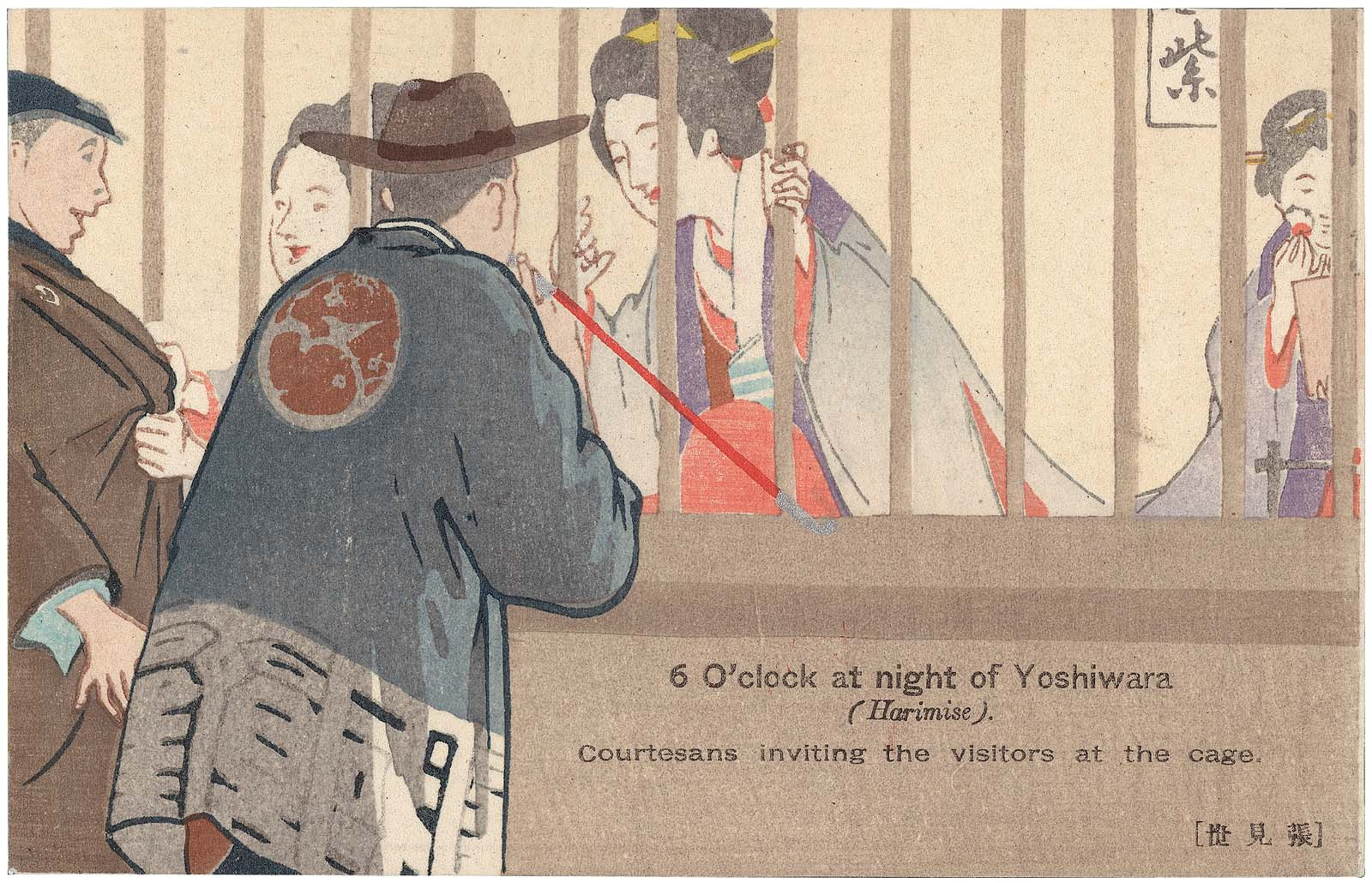
Открытка, изображающая проституток, завлекающих клиентов
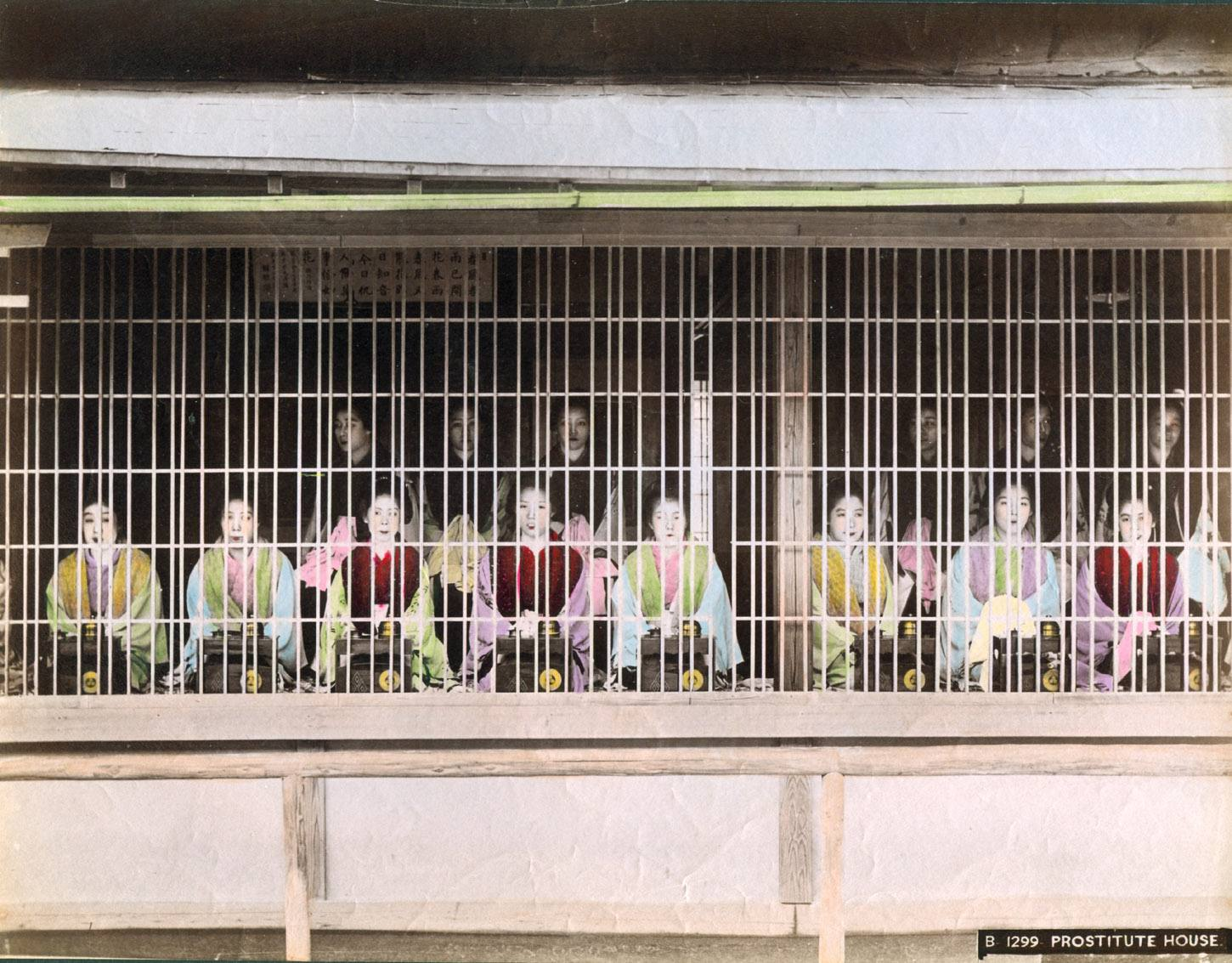
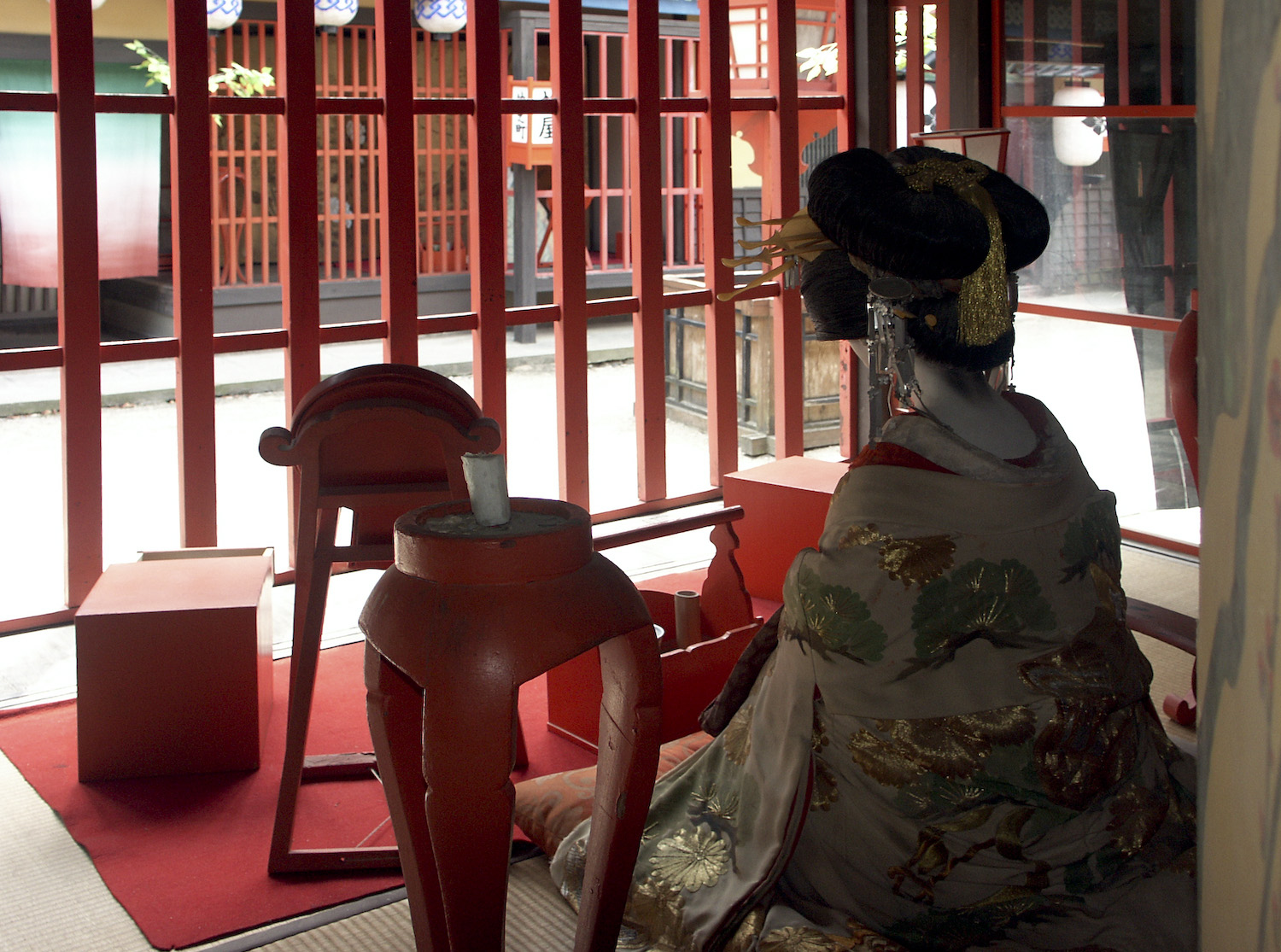
Харимисэ изнутри. Парк развлечений киностудии Тоэй[англ.]